# Mycroft Holmes
Mycroft Holmes je fiktivní postava z povídek a románů Sira Arthura Conana Doyla. Je to o sedm let starší bratr detektiva Sherlocka Holmese. Jeho dedukční schopnosti jsou prý mnohem větší než Sherlockovy, ale je omezen svými fyzickými schopnostmi a navíc velmi nerad pracuje v terénu.

Ačkoli svou inteligencí i schopností dedukce přesahuje svého známějšího bratra Sherlocka, není schopen se živit jako detektiv, protože není ochoten k fyzické práci, často nutné k dokončení případu. V povídce Řecký tlumočník o něm Sherlock říká:
„On ale nemá ani ctižádost, ani energii. Nehodlá se namáhat, aby si svá řešení ověřil, a je mu milejší, když se o něm lidé domnívají, že se mýlí, než by se obtěžoval dokazovat, že má pravdu. Mnohokrát jsem se na něho obrátil s nějakým problémem a dostalo se mi od něho vysvětlení, které se později ukázalo jako správné. Přesto však byl naprosto neschopen vyřešit některé praktické detaily, jimž se člověk nevyhne, než může být případ předložen soudci nebo porotě.“
Sherlock nejdřív říká, že Mycroft pracuje jako auditor na nějakém ministerstvu (v českém překladu Jana Zábrany je anglický výraz pro účetní audit nesprávně přeložen jako revize knih), ale později odhaluje, že jeho pozice je mnohem důležitější. Sherlock říká: “On je britská vláda, nejnepostradatelnější člověk v zemi.” Pravděpodobně slouží jako lidský počítač, jak je nastíněno v povídce Bruce-Partingtonovy dokumenty:
„Jeho mozek pracuje mimořádně přesně a systematicky a dokáže uchovat větší počet faktických informací než kdokoli na světě. Stejné vynikající schopnosti, které já věnuji odhalování zločinu, věnuje on své práci. K jeho rukám se sbíhají výsledky ze všech oddělení a on je taková ústřední centrála, informační banka, která udržuje rovnováhu. Všichni ostatní pracovníci jsou specialisté v určitých oborech, zatímco jeho oborem je vševědoucnost. Předpokládejme, že se některý ministr potřebuje informovat o záležitosti, která se týká námořnictví, Indie, Kanady a zlatého krytí měny: mohl by dostat z jednotlivých oddělení informaci o každém z těchto problémů, ale pouze u Mycrofta se všechny soustředí a jen on může spatra říci, jak každý faktor ovlivní ty ostatní. Začalo to tím, že ho používali pro zjednodušení agendy; nyní se prosadil tak, že by se bez něho neobešli. Jeho velkolepý mozek má všechno dokonale utříděné a v několika vteřinách je příslušná informace k dispozici. Již častokráte ovlivnilo jeho dobrozdání rozhodujícím způsobem britskou politiku. On tím žije. Na nic jiného nemyslí, ledaže se dá vyrušit mou návštěvou a na procvičení svých rozumových schopností mi vypomůže radou při řešení některého z mých problémečků.“
Mycroft se objevil ve čtyřech povídkách o Sherlocku Holmesovi: Řecký tlumočník, Poslední případ, Prázdný dům a Bruce-Partingtonovy dokumenty.
Podobá se Sherlockovi, ale v Řeckém tlumočníkovi je popisován jako mnohem vyšší a statnější muž. V Bruce-Partingtonových dokumentech je popsán takto:
„Jeho silná, statná postava působila až humpolácky a neohrabaně, ale na tomto málo ladném podstavci seděla hlava s tak imperátorským čelem, tak bystrýma ocelově šedýma zapadlýma očima, s tak energickými rty a s tak citlivě proměnlivým výrazem, že člověk zakrátko přestal vnímat hřmotné tělo a uvědomoval si jen úchvatný intelekt.“
Mycroft tráví většinu času v Diogenově klubu, jehož je spoluzakladatel.
Ve filmu Soukromý Život Sherlocka Holmese z roku 1970 ho ztvárnil Christopher Lee. Svou podobu má i ve známém seriálu Sherlock od BBC (vysílal se v letech 2010–2017), kde ho ztvárnil spoluautor seriálu Mark Gatiss.